# Витинг, Николай Иосифович
Никола́й Ио́сифович Ви́тинг (20 декабря 1910  [2 января 1911] или 20 декабря 1910, Брянск, Орловская губерния — 8 июня 1991, Москва) — советский художник, иллюстратор.

## Биография
Родился в Брянске в семье инженера.
В 1919 году семья переехала в Москву. С 17 лет работал чернорабочим, грузчиком.
С 1928 года по 1930 год учился на курсах при Доме художественного воспитания в классах К. Ф. Морозова и И. К. Юона (сына художника К. Ф. Юона), а также в студии при «Цехе живописцев».
Дебютировал в 1930 году на 5-й выставке Цеха живописцев. Одна из работ Витинга, представленная на выставке — «Ремонт трамвайных путей ночью» — была издана в виде открытки Центральным музеем Революции. В творчестве исповедовал идеи экспрессионизма, увлекался производственной тематикой. Член объединения работников искусств (ОРИ) с 1931 года. Само объединение было расформировано в 1932 году вместе с остальными «частными» творческими союзами и группами. С 1932 года работал экскурсоводом в Третьяковской галерее. Параллельно посещал студию рисунка при ЦДРИ (занимался у В. А. Фаворского и П. Я. Павлинова) и изучал живопись в Институте изобразительного искусства (класс С. В. Герасимова).
В 1942 году вступил в МОССХ. Приобрел известность в качестве художника-иллюстратора. Активно работал с ведущими книжными издательствами СССР: Детгизом, «Молодой гвардией», Гослитиздатом и др. Участник Великой Отечественной войны (находился на фронте с 1942 по 1945 гг. в качестве художника). Награждён медалью «За победу над Германией в Великой Отечественной войне 1941—1945 гг.».
После войны работал в студии военных художников им. М. Б. Грекова.

## Достижения
Участник десятков всесоюзных и московских выставок, в том числе Всесоюзной выставки молодых художников, посвященной двадцатилетию ВЛКСМ (1939), выставки «15 лет со Дня победы», «Спорт — посол мира» (1980).
В Москве были организованы две персональные выставки: в 1978 году и 1992 году (посмертная).

## Память
Произведения Н. И. Витинга хранятся в Государственной Третьяковской галерее, Грузинской национальной галерее, музее Савицкого в Нукусе.